# Plaza Mayor de Madrid
La plaza Mayor está situada en el centro de Madrid, en el barrio de Sol,  junto a la calle Mayor y a 300 metros de la Puerta del Sol.

## Historia

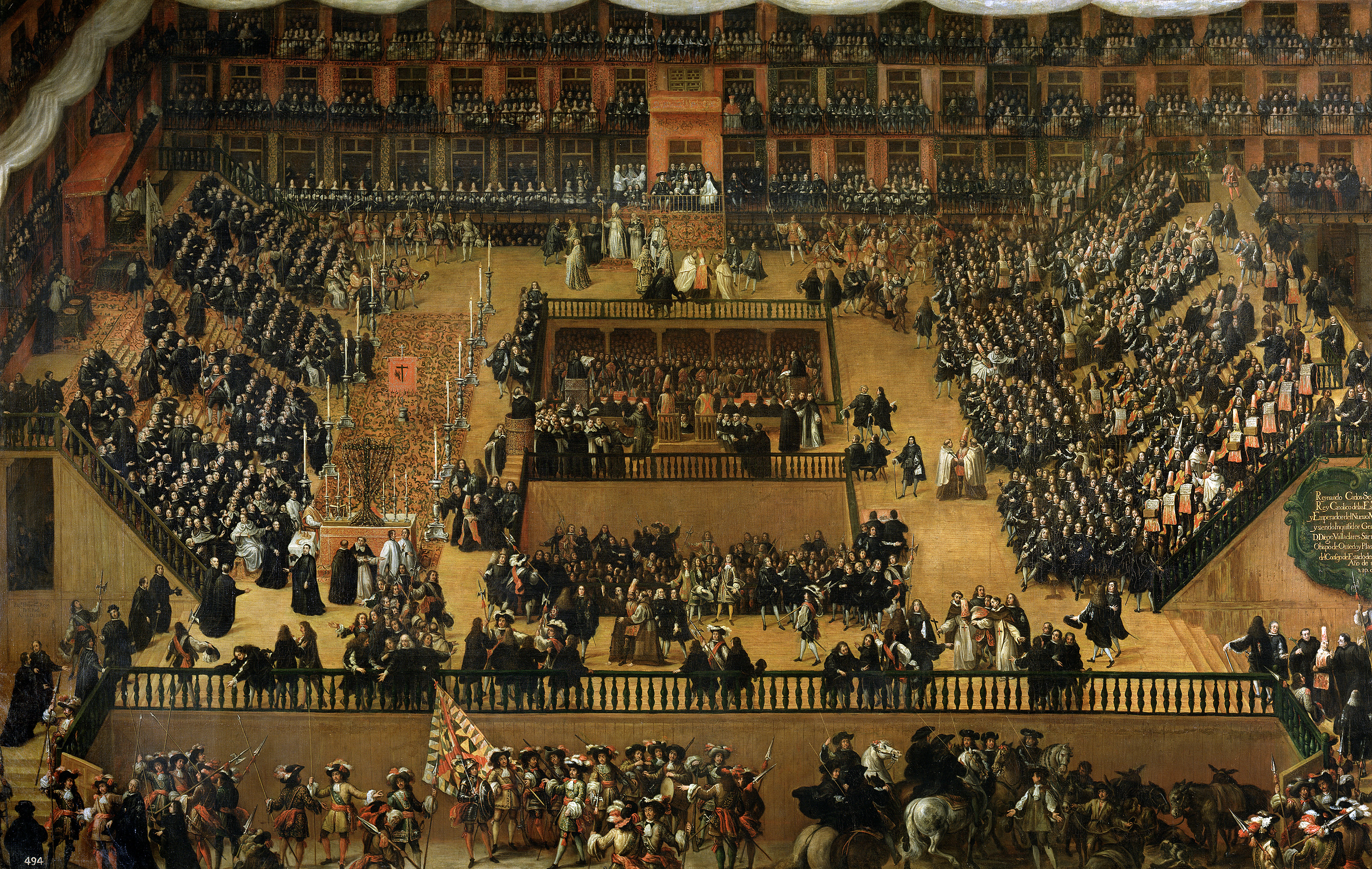
Auto de fe celebrado en la plaza Mayor en 1680 en presencia de Carlos II. Óleo de Francisco Rizi conservado en el Museo del Prado.

Los inicios de la plaza se remontan al siglo XVI, cuando en la confluencia de los caminos (hoy en día calles) de Toledo y Atocha, a las afueras de la villa medieval, se celebraba en este sitio, conocido como «plaza del Arrabal», el mercado principal de la villa. En esa época se construyó una primera casa porticada, o lonja, para regular el comercio en la plaza.
En 1560, tras haber trasladado la corte a Madrid en 1561, Felipe II encargó el proyecto de remodelación de la plaza a Juan de Herrera. Ese mismo año se inició el derribo de las «casas de manzanas» de la antigua plaza. La construcción del primer edificio de la nueva plaza, la Casa de la Panadería, comenzaría en 1590 a cargo de Diego Sillero, en el solar de la antigua lonja. En 1617, Felipe III, encargó la finalización de las obras a Juan Gómez de Mora, quien concluirá la plaza en 1619.

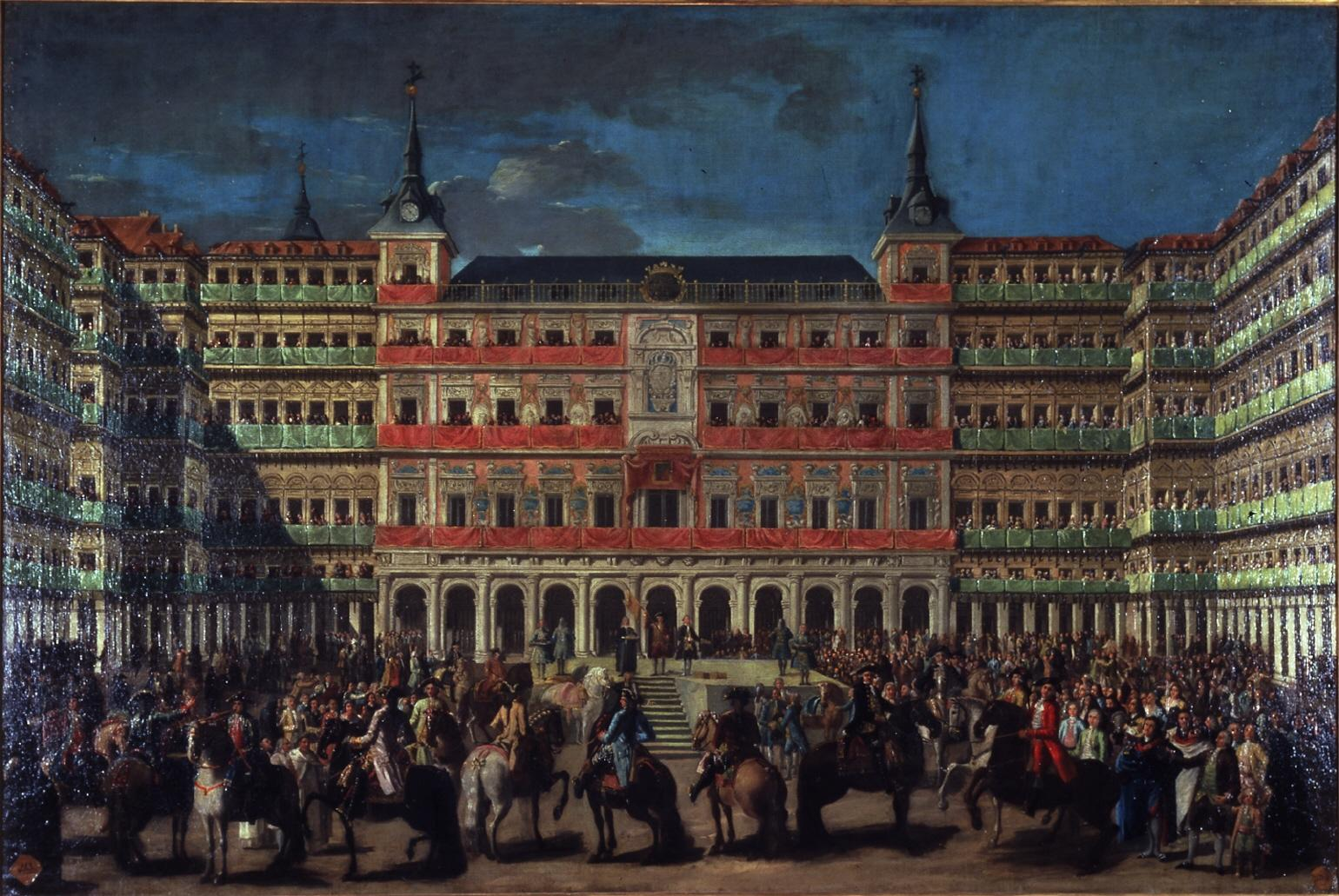
Ornato de la plaza Mayor con motivo de la entrada de Carlos III en Madrid. Óleo de Lorenzo Quirós (1760), conservado en la Real Academia de Bellas Artes de San Fernando.

La plaza Mayor ha sufrido tres grandes incendios en su historia, el primero de ellos en 1631. El mismo Juan Gómez de Mora se encargó de las obras de reconstrucción. El segundo incendio ocurrió en 1672, y fue el arquitecto Tomás Román el encargado de la reconstrucción. El último incendio, que arrasó un tercio de la plaza, tuvo lugar en 1790. Sabatini dirigió las labores de extinción, y se encargó la reconstrucción a Juan de Villanueva, quien rebajó la altura del caserío que rodea la plaza de cinco a tres plantas y cerró las esquinas habilitando grandes arcadas para su acceso. Las obras de reconstrucción se prolongarían hasta 1854. Tras la muerte de Villanueva, fueron continuadas por sus discípulos Antonio López Aguado y Custodio Moreno.

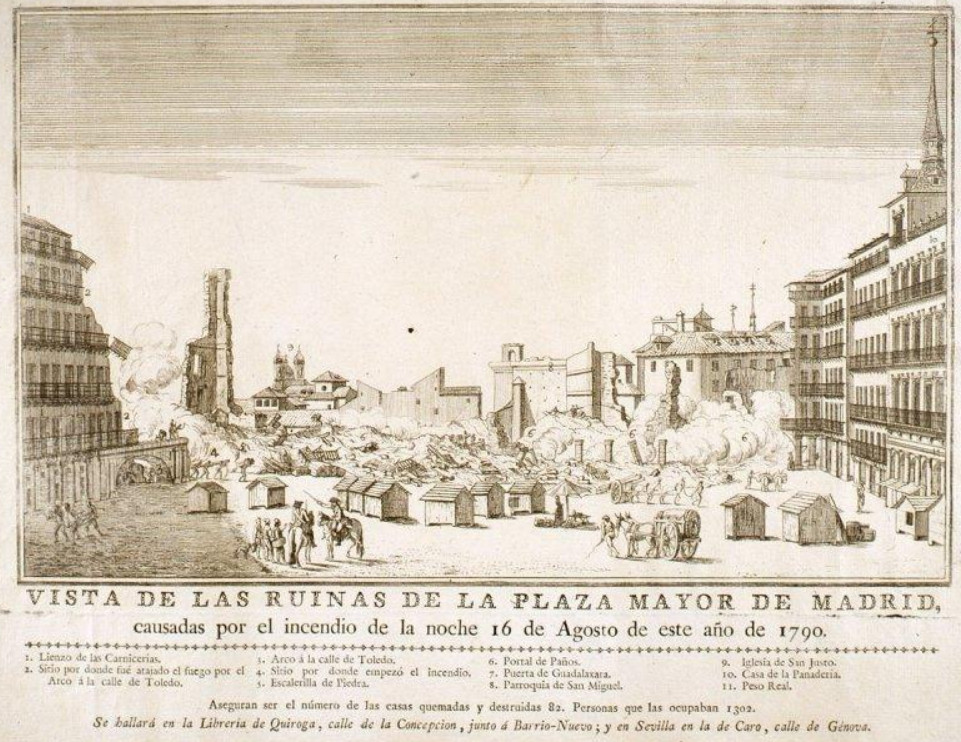
Ruinas de la Plaza mayor tras el incendio de 1790.

En 1848 se colocó la estatua ecuestre de Felipe III en el centro de la plaza, obra de Juan de Bolonia y Pietro Tacca que data de 1616.
En 1880 se restauró la Casa de la Panadería; Joaquín María de la Vega se encargó del proyecto. En 1921 se reformó el caserío, trabajo a cargo de Oriol. En 1935 se realizó otra reforma, llevada a cabo por Fernando García de Mercadal. En la década de 1960 se acometió una restauración general, que la cerró al tráfico rodado, sustituyó la teja árabe de los tejados por pizarra y habilitó un aparcamiento subterráneo bajo la plaza. La última de las actuaciones en la plaza Mayor, llevada a cabo en 1992, consistió en la decoración mural, obra de Carlos Franco, de la Casa de la Panadería, que representa personajes mitológicos como la diosa Cibeles.

## El nombre de la plaza

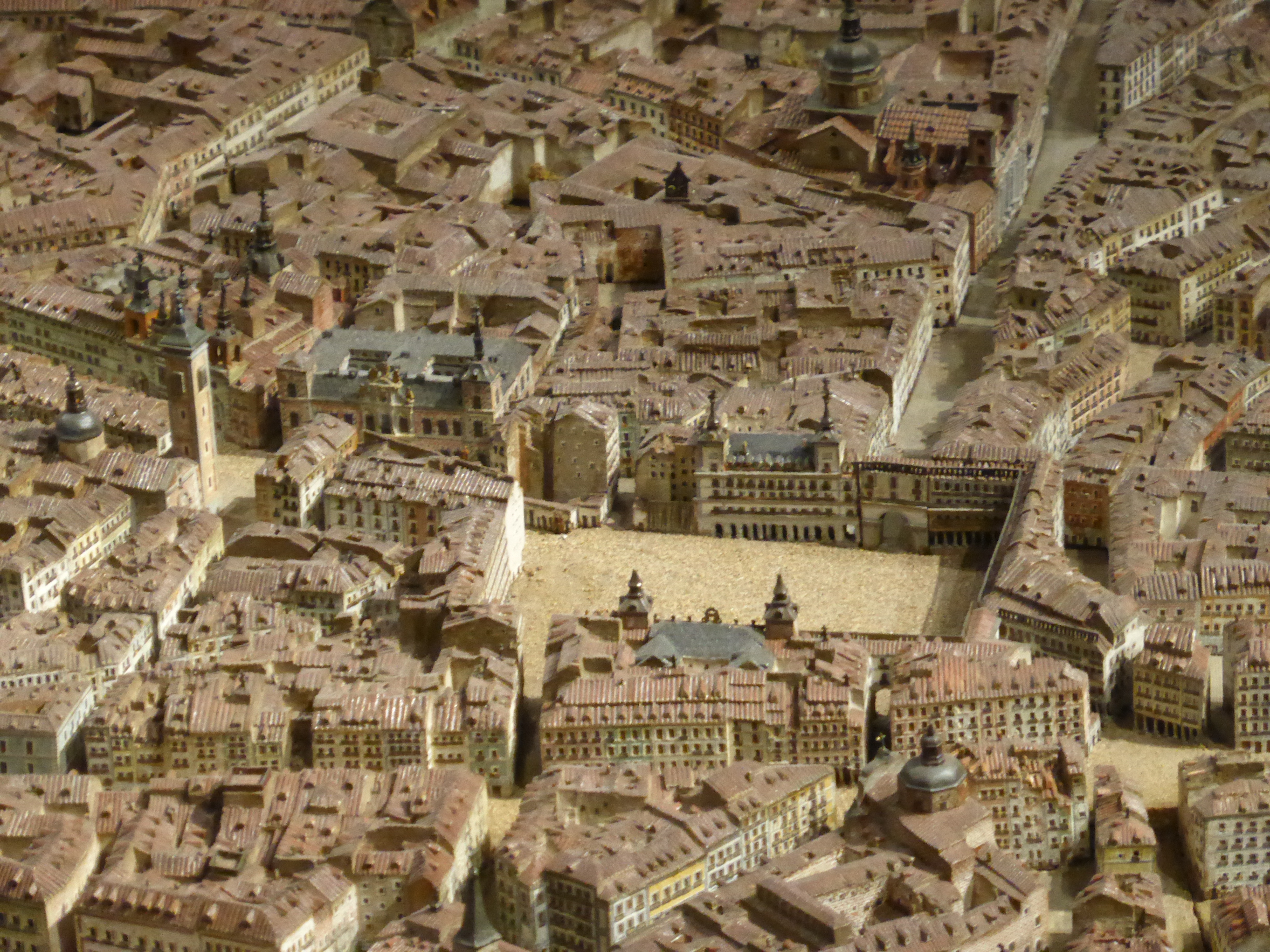
La plaza Mayor en el Modelo de Madrid de León Gil de Palacio (1828-1830), Museo de Historia de Madrid.

El nombre de la plaza ha variado a lo largo de la historia, del primigenio nombre de «plaza del Arrabal» pasó a llamarse «plaza Mayor».
Se llamó «plaza del Arrabal» cuando, de estar fuera del recinto amurallado medieval, pasó a constituir el centro de los nuevos barrios conformados por el ensanchamiento de la villa hacia el este durante el reinado de Juan II de Castilla, llamados «el Arrabal».
En 1812, cumpliendo el decreto que disponía que todas la plazas mayores de España pasasen a llamarse «plaza de la Constitución», cambió de nombre, pero solo duraría hasta 1814, año en que pasó a llamarse «plaza Real». Recuperó el nombre de «plaza de la Constitución» en los períodos de 1820 a 1823, de 1833 a 1835 y de 1840 a 1843.
En 1873 cambió su nombre por el de «plaza de la República», y otra vez a «Plaza de la Constitución» desde la Restauración de Alfonso XII en 1876 hasta la dictadura de Primo de Rivera en 1923. Tras la proclamación de la II República se volvió a cambiar al nombre de «plaza de la Constitución» hasta el final de la guerra civil española, cuando se recupera el popular nombre de «plaza Mayor», nombre que perdura hasta la actualidad.

## Características

### Placas conmemorativas
| |  | |
| Reinando Felipe III por su mandado se deshizo y derribó la plaza antigua de esta villa y se labró de nuevo en tiempo de dos años, siendo Presidente de Castilla Don Fernando de Acebedo Arzobispo de Burgos y superintendente de su fábrica el licenciado Pedro de Tapia del Consejo Supremo de Castilla y de la general Inquisición y Corregidor Don Francisco de Villacís caballero de la Orden de Santiago y Regidores Comisarios Juan Fernández y Don Gabriel de Ocaña y Alarcón caballero de la Orden de Santiago, Juan de Pinedo, Francisco Enríquez de Villacorta y Don Fernando Vallejo Gentil Hombre de la casa de Su Majestad y se acabó en el año 1619. |  | Reinando Don Carlos II y gobernando la Reina Doña Mariana de Austria su madre y tutora, habiéndose quemado esta Real Casa de la Panadería el día dos de agosto de 1672, se reedificó desde los cimientos mejorada en fábrica y traza siendo Presidente de Castilla Pedro Núñez de Guzmán Conde de Villaumbrosa y de Castronuevo y superintendente de la obra Don Lorenzo Santos de San Pedro del Consejo Real de Castilla, caballero de la Orden de Santiago, y Corregidor de esta villa Don Baltasar de Rivadeneira y Zúñiga Marqués de la Vega del Consejo de Hacienda y caballero de la misma orden y Regidores Comisarios Don Gerónimo Dalmao y Casanate y Rafael Sanguineto, Don Tomás de Álava y Arigón y Don Andrés Martínez Navarrete caballeros de la misma Orden y Caballería de Santiago. Acabose en diecisiete meses. Año de 1674. |

### Escudo de Armas de Carlos II

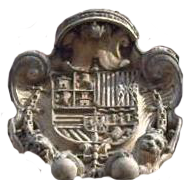
Armas de Carlos II en la fachada de la Casa de la Panadería.

En la parte superior centrada de la Casa de la Panadería se encuentra labrado en piedra un blasón con las armas de Carlos II. Dada la ausencia de las armas de Portugal, puede deducirse que el escudo se labró en fecha posterior a 1668, fecha en la que la Corona española reconoció la independencia de Portugal, que era de facto desde 1640.
El escudo está compuesto por las armas de Castilla y de León, en el primer cuadrante; las armas de Aragón y Sicilia, en el segundo; las armas de Austria y de la Borgoña moderna, en el tercero; las de la Borgoña antigua y Brabante, en el cuarto, las de Flandes y las de Tirol en el escusón de abajo y el símbolo de Granada en el centro del escudo.
Las armas de Portugal se habrían situado en un escusón arriba, entre las de Castilla y León y las de Aragón.

### El Arco de Cuchilleros

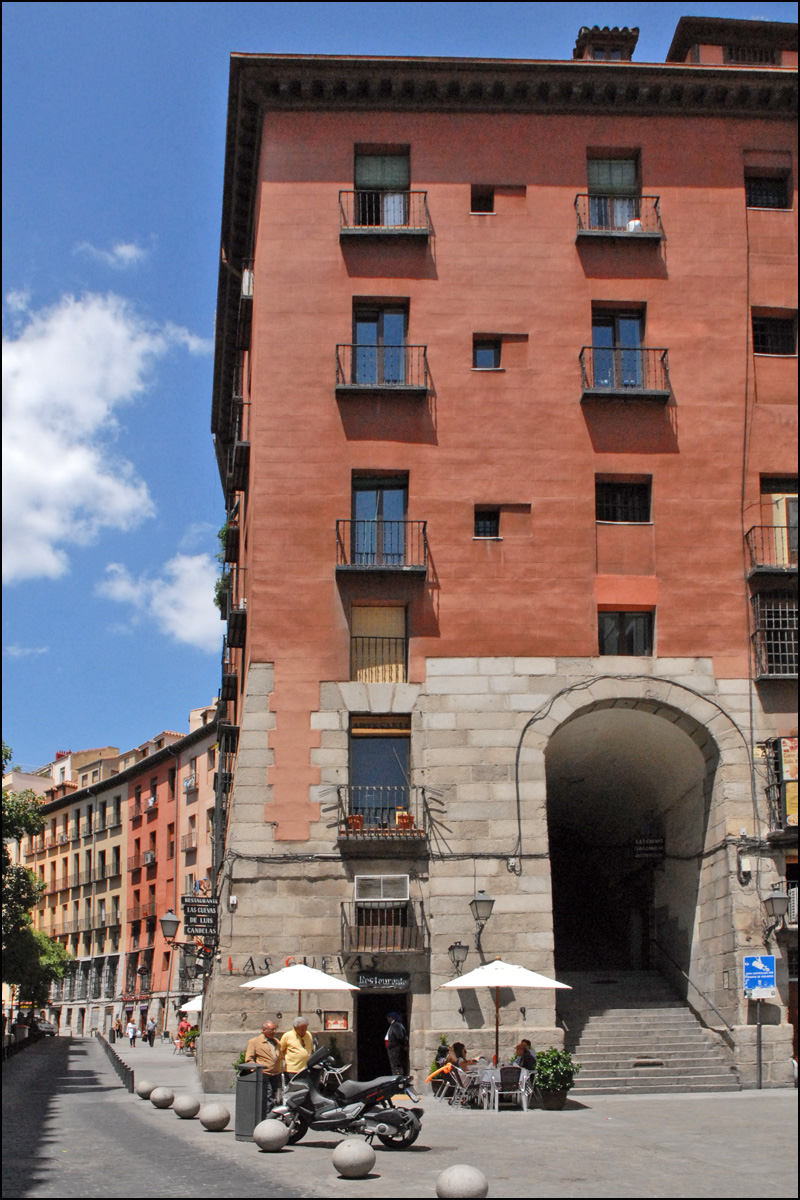
Arco de Cuchilleros.

El Arco de Cuchilleros es quizá el más famoso de los diez accesos de la plaza Mayor de Madrid (es decir: 7 de Julio, arco de Triunfo y Felipe III al norte; Sal, Zaragoza y Gerona al este; Botoneras, Toledo (también llamado Arco de Cofreros) y Cuchilleros al sur (el nombre oficial de este acceso es calle de la Escalerilla de Piedra); y Ciudad Rodrigo al oeste) y está situada en la esquina suroeste de la plaza. La considerable altura de este arco se debe al gran desnivel que existe entre la plaza Mayor y la Cava de San Miguel. La arquitectura de este arco es obra de Juan de Villanueva, quien, tras el incendio de 1790, cerró completamente la plaza habilitando una serie de arcadas para su acceso. El origen de su nombre se lo dio la calle de Cuchilleros, primitivo emplazamiento del gremio de cuchilleros que suministraban sus artículos al gremio de carniceros afincado dentro de la plaza.

### Fachadas de la plaza
Se trata de una plaza porticada de planta rectangular, de 120,9 metros de largo por 93,06 metros de ancho («o lo que es lo mismo, 434 x 334 pies castellanos»), que está completamente cerrada por edificios de viviendas de tres plantas, con un total de 237 balcones que dan a la plaza.
Dispone de diez accesos, seis de ellos a través de grandes arcos que se abren a las calles 7 de Julio y Felipe III al norte; Sal y Gerona al este; Toledo al sur; y Ciudad Rodrigo al oeste. Existe un séptimo arco, situado a la izquierda de la fachada de la Casa de la Carnicería, que no coincide con salida alguna de la plaza, y un octavo arco a la izquierda de la fachada occidental, de menores dimensiones, que tampoco coincide con ninguna salida. Tres accesos no coinciden con arco alguno: Arco de Triunfo al norte, Zaragoza al este, y Botoneras al sur. El décimo acceso, tal vez el más conocido, es el Arco de Cuchilleros, en la esquina suroeste, que se abre sobre la calle de la Escalerilla de Piedra, pero este arco no es visible desde la plaza, ya que lo ocultan los soportales de esta.
En el centro del lado norte de la plaza se levanta la Casa de la Panadería y enfrente de ella, en el lado sur, la Casa de la Carnicería. En los soportales, sostenidos por pilares de granito, se alojan numerosos establecimientos de hostelería, por ser un importante punto turístico de Madrid, así como tiendas de coleccionismo, filatelia y numismática.

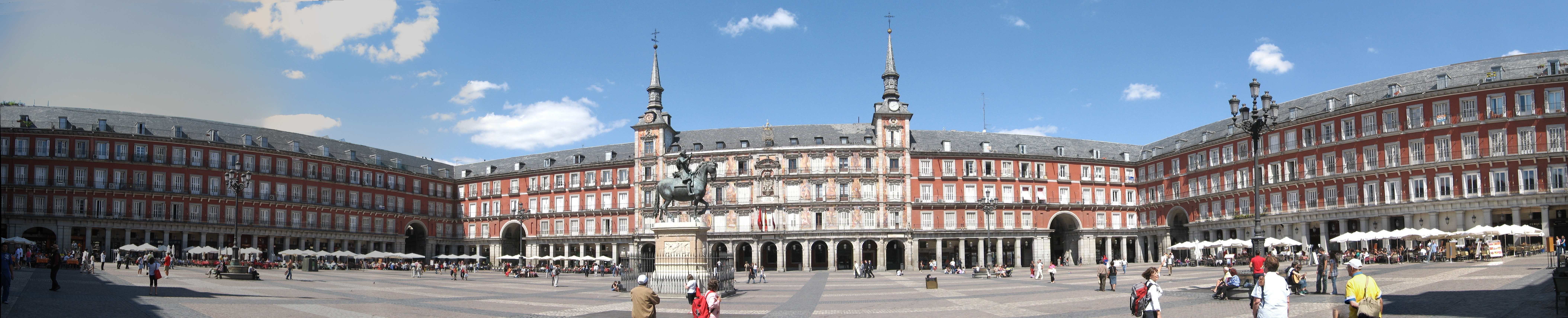
Panorámica de la plaza Mayor. En el centro, la Casa de la Panadería. De izquierda a derecha pueden verse el pequeño arco de la fachada occidental y los grandes arcos que se abren a las calles de Ciudad Rodrigo, 7 de Julio, Felipe III y Sal.

### Estatua de Felipe III

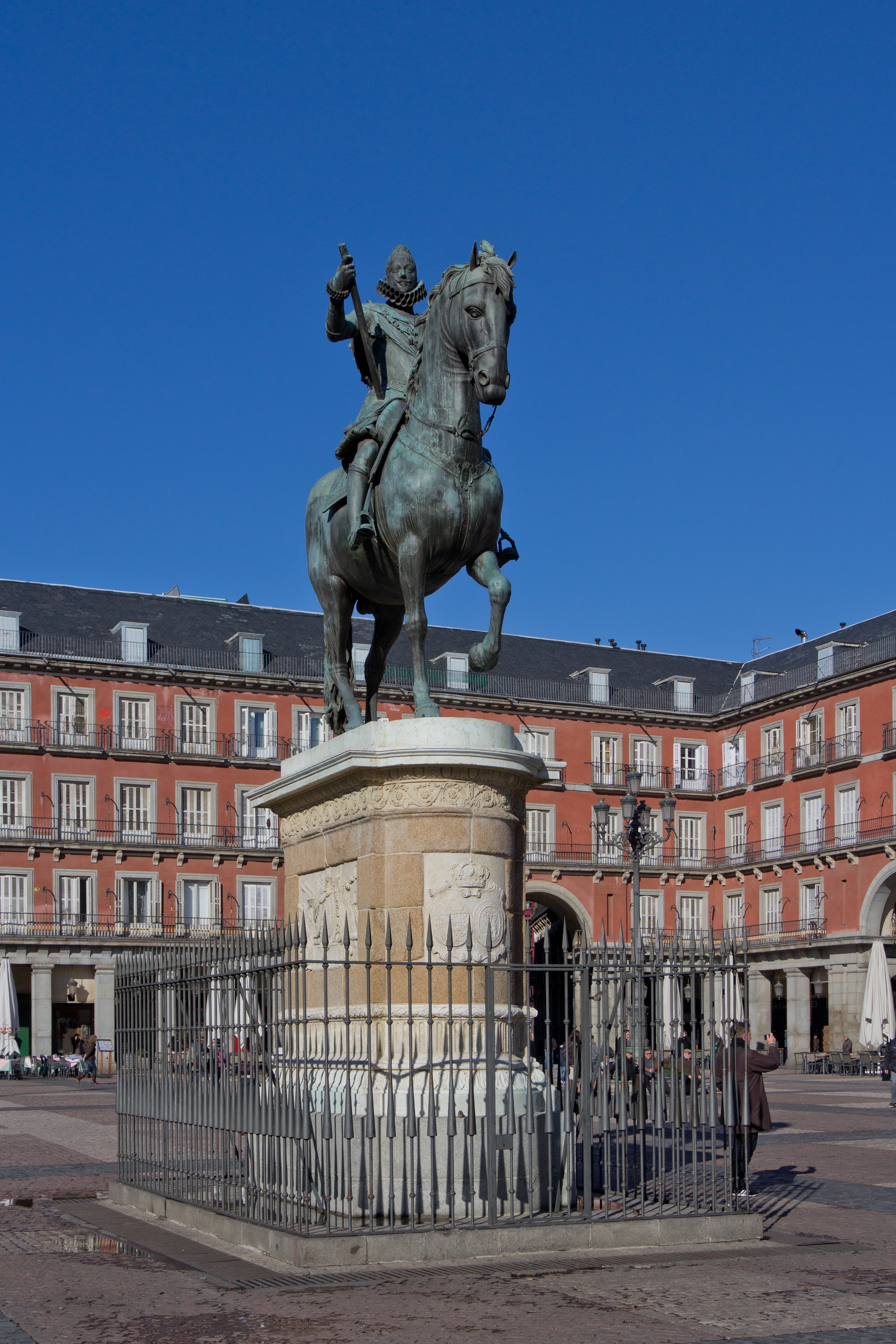
Estatua de Felipe III

La estatua ecuestre de Felipe III que se encuentra en el centro de la plaza Mayor fue comenzada por el escultor italiano Juan de Bolonia (Giambologna) y terminada por su discípulo Pietro Tacca en 1616. Fue un regalo del entonces gran duque de Florencia para el rey de España. Inicialmente se ubicó en la Casa de Campo.
En 1848 la reina Isabel II ordenó su traslado desde su emplazamiento anterior a la plaza Mayor. Actualmente, en el pedestal de la estatua, figura esta inscripción:

La reina doña Isabel II, a solicitud del Ayuntamiento de Madrid, mandó colocar en este sitio la estatua del señor rey don Felipe III, hijo de esta villa, que restituyó a ella la corte en 1606, y en 1619 hizo construir esta plaza Mayor. Año de 1848.

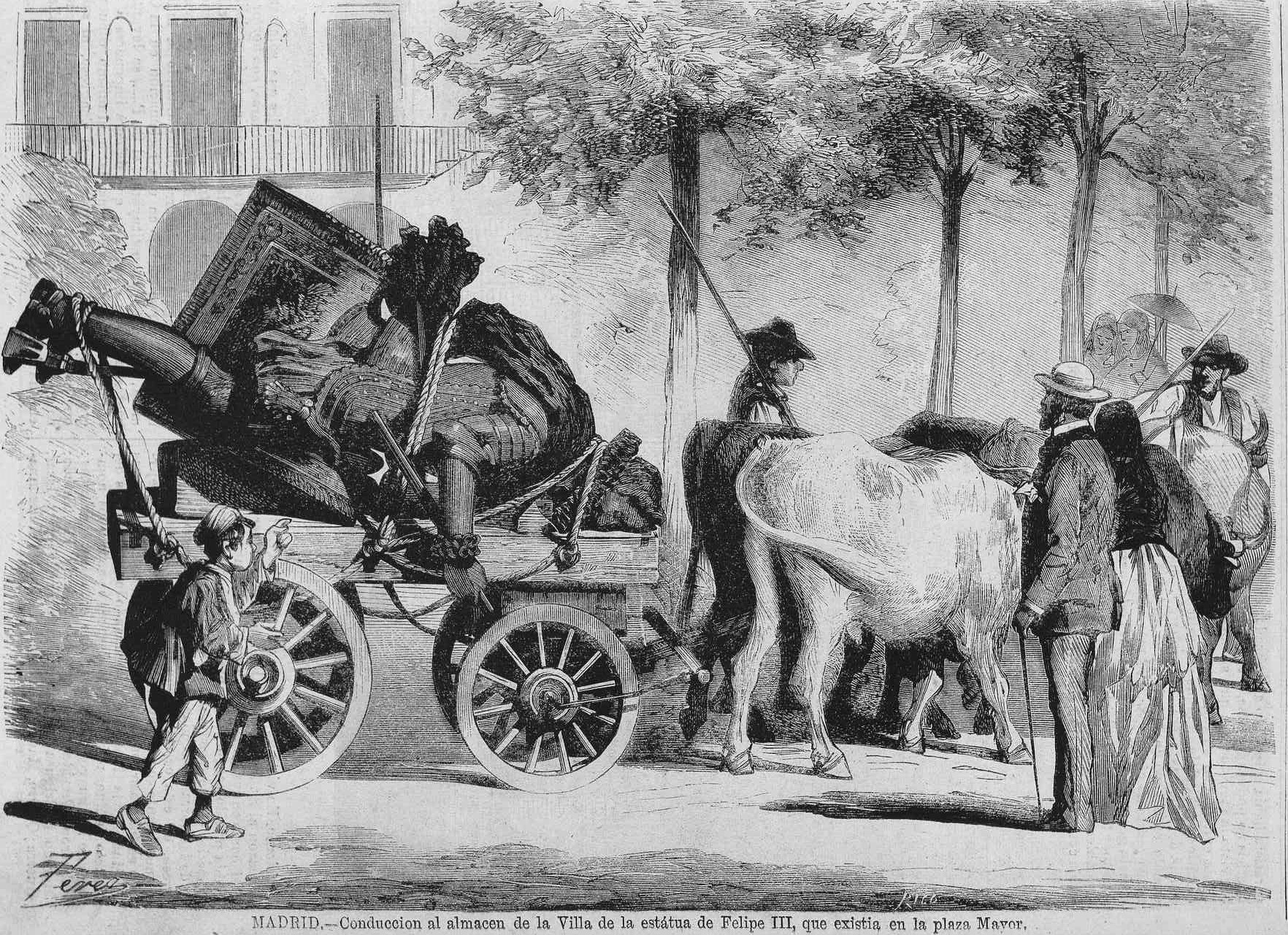
Traslado de la estatua de Felipe III durante la 1ª República

La estatua sufrió diversas peripecias posteriormente. Tras la proclamación de la I República española se decidió retirarla a un almacén, en previsión de actos vandálicos. Llegado al trono Alfonso XII, la estatua fue repuesta en la plaza Mayor, pero en 1931, proclamada la II República, fue víctima de un atentado. Aprovechando que la figura era hueca y tenía una abertura en la boca del caballo, le introdujeron un artefacto explosivo, que reventó la panza del animal. Ello desveló un curioso hallazgo: la explosión desperdigó por el lugar numerosos huesecillos, y se supo que eran restos de los múltiples pájaros que, a lo largo de los siglos, se habían quedado atrapados dentro del caballo tras colarse por su boca. 
Los daños del atentado fueron subsanados y se selló la boca del caballo. La estatua ha permanecido desde entonces en la Plaza Mayor, salvo en un periodo breve hacia 1970-71, cuando fue temporalmente retirada por la construcción de un aparcamiento subterráneo.

## Usos

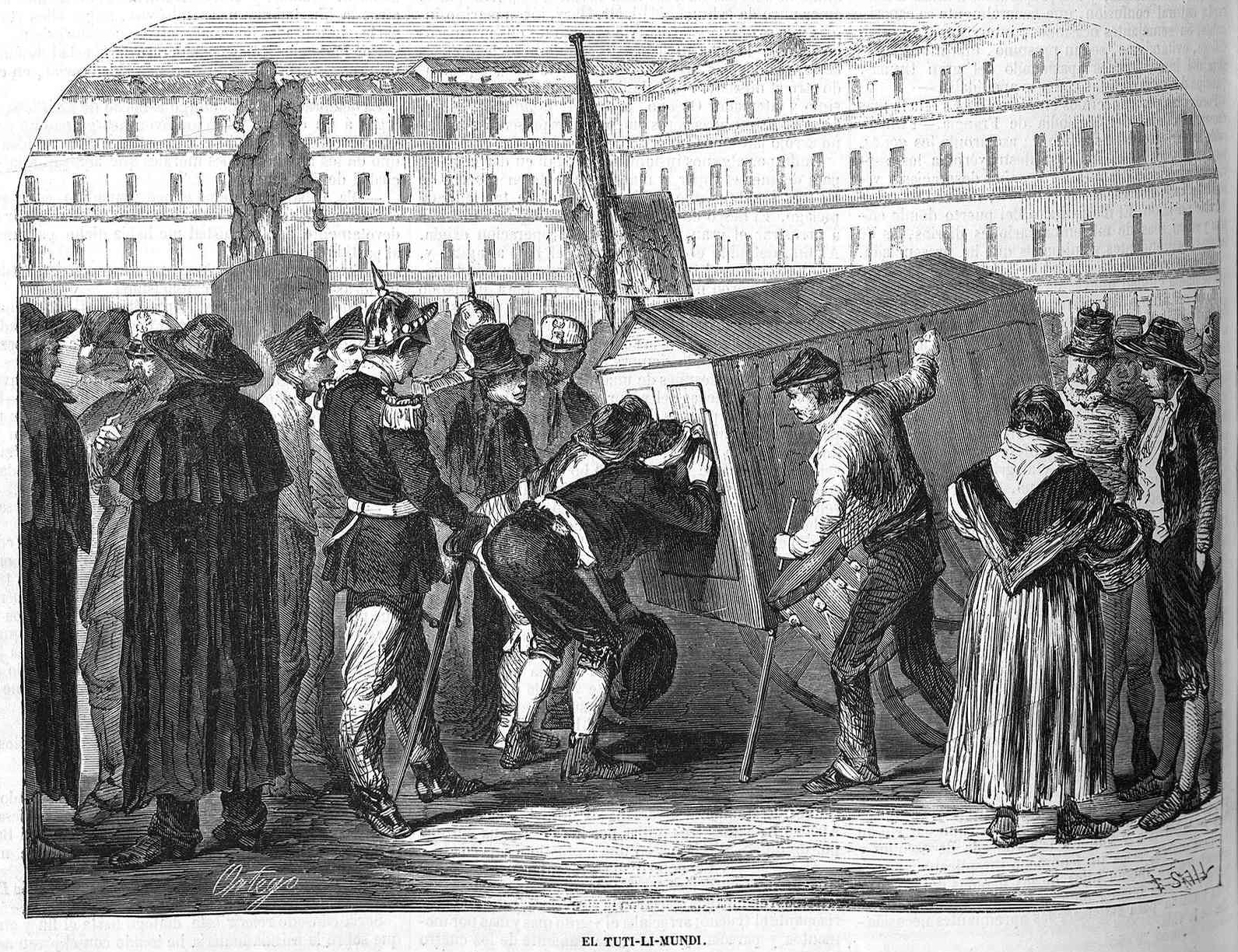
Tutilimundi en la Plaza Mayor, grabado de Francisco Ortego (El Museo Universal, 28 de julio de 1861).

La plaza Mayor se convirtió desde sus inicios, no solo en el principal mercado de la villa, tanto de alimentación (surtida por los numerosos tablajeros vigilados por el Repeso) como de otros géneros (instalándose en sus soportales los principales gremios); sino también en el escenario de numerosos actos públicos, como corridas de toros, autos de fe, inmortalizando el pintor Francisco Rizi el celebrado en 1680, ejecuciones públicas, colocándose el patíbulo delante del portal de pañeros si la pena era de garrote; frente a la Casa de la Panadería, si era de horca, y ante la Casa de la Carnicería, si era de cuchillo o hacha. También se celebró en la plaza Mayor la beatificación de san Isidro, santo patrón de Madrid.
La plaza Mayor es actualmente un importante punto turístico, visitado por miles de turistas al año. En los locales comerciales ubicados bajo los soportales, abundan los establecimientos de hostelería, que instalan terrazas junto a los soportales de la plaza. Además es un espacio muy utilizado para festivales, como los conciertos que se ofrecen gratuitamente para los madrileños durante las fiestas de san Isidro. Todos los meses de diciembre se celebra el tradicional mercado navideño, costumbre que se mantiene vigente desde el año 1860. También se instala todos los domingos y festivos por la mañana el mercado de filatelia y numismática.

## En las artes

### Teatro
- El 16 de diciembre de 1884 se estrenó un sainete de Ramón de Marsal en el Teatro de Madrid titulado La Plaza Mayor el día de Noche Buena, cuya acción transcurre en este lugar.